# Hydata metaloba
Hydata metaloba är en fjärilsart som beskrevs av Louis Beethoven Prout 1933. Hydata metaloba ingår i släktet Hydata och familjen mätare. Inga underarter finns listade i Catalogue of Life.